# Pompéi (jeu vidéo)
Pour les articles homonymes, voir Pompéi (homonymie).
Pompéi : La Colère du volcan, ou simplement Pompéi, est un jeu vidéo d'aventure développé par Arxel Tribe et édité par Cryo Interactive en 2000. Il s'agit d'une aventure historique se déroulant à l'époque de la Rome antique, au moment de la destruction de Pompéi en l'an 79. Il s'inscrit dans la lignée des jeux ludo-éducatifs édités par Cryo, comme Égypte : 1156 av. J.-C. - L'Énigme de la tombe royale, Versailles ou Chine.
Pompéi a été conçu comme le premier volet d'une trilogie d'aventures historiques où apparaît le personnage d'Adrian Blake ; sa suite est Jérusalem : Les trois chemins de la ville sainte, sorti en 2002.

## Trame
Le joueur incarne Adrian Blake, un fameux cartographe anglais, dans les années 1910. Lors d'une de ses missions d'exploration en Turquie, Adrian, isolé dans une grotte et gravement malade, voit lui apparaître la déesse mésopotamienne Ishtar, qui lui promet la guérison s'il se donne à elle ; mais il refuse, étant fou amoureux d'une femme, Sophia. Ishtar, outragée, disparaît, mais Adrian parvient à guérir. Un an plus tard, alors qu'il est sur le point d'épouser Sophia, celle-ci disparaît la veille des noces. Grâce à des indices trouvés dans d'anciens manuscrits, Adrian se rend compte qu'il est victime d'une ancienne malédiction envoyée par Ishtar. Pour retrouver Sophia, il va devoir remonter dans le passé et sauver trois incarnations passées de Sophia dans trois époques différentes.
Le premier voyage d'Adrian Blake l'envoie à Pompéi le 20 août 79. En bon connaisseur de l'histoire ancienne, Adrian sait que, le 24 août, le Vésuve entrera en éruption et ensevelira la ville sous les cendres ; il n'a donc que quatre jours pour accomplir sa mission. Le jeu est divisé en quatre épisodes correspondant à chacune des quatre journées.

## Principe du jeu
Pompéi est un jeu d'aventure et d'énigmes en pointer et cliquer. Son fonctionnement est identique à celui de la plupart des jeux d'aventure publiés par Cryo. Le joueur peut regarder l'environnement qui l'entoure dans toutes les directions en déplaçant le curseur de la souris, et se déplace le long de trajets précalculés. Lorsque le joueur bouge la souris, le curseur reste toujours au centre de l'écran et c'est le paysage qui défile ; lorsque le curseur passe sur une zone où une action est possible, il change de forme en fonction de l'action que l'on peut accomplir (se déplacer, saisir un objet, entamer la conversation avec un personnage).
Le système de jeu de Pompéi possède cependant des caractéristiques propres. La plus importante est la possibilité de se déplacer librement dans toute la ville antique de Pompéi, reconstituée en images de synthèse d'après les découvertes archéologiques. Un autre élément propre au jeu est l'encyclopédie intégrée au jeu, détaillant l'histoire de Pompéi et le mode de vie de ses habitants ; le joueur peut l'afficher à tout moment en cliquant sur une amulette présente dans un coin de l'écran.

## Réception
Pompéi reçoit des critiques allant du mitigé au très bon. Sur les sites agrégateurs de critiques, consultés a posteriori en 2011, MobyGames attribue une moyenne de 56 sur 100 basée sur 19 critiques et GameRankings une moyenne de 66,67 % fondée sur cinq critiques.

## Histoire éditoriale
Le jeu sort dans le monde en 2000, sous des titres variables. Le titre français complet est Pompéi : la Colère du volcan ; le titre anglais employé pour la version anglophone du jeu en Europe est Pompei: The Legend of Vesuvius, tandis que le titre de la version américaine est TimeScape: Journey to Pompei.
L'éditeur du jeu, Cryo Interactive, fait faillite en 2002. Par la suite, les droits sur le jeu ont été rachetés par Microïds en 2008 en même temps que l'ensemble des marques et franchises de Cryo.